# Séisme du 13 janvier 1915 de la Marsica

L'Italie entre la plaque tectonique africaine et européenne.

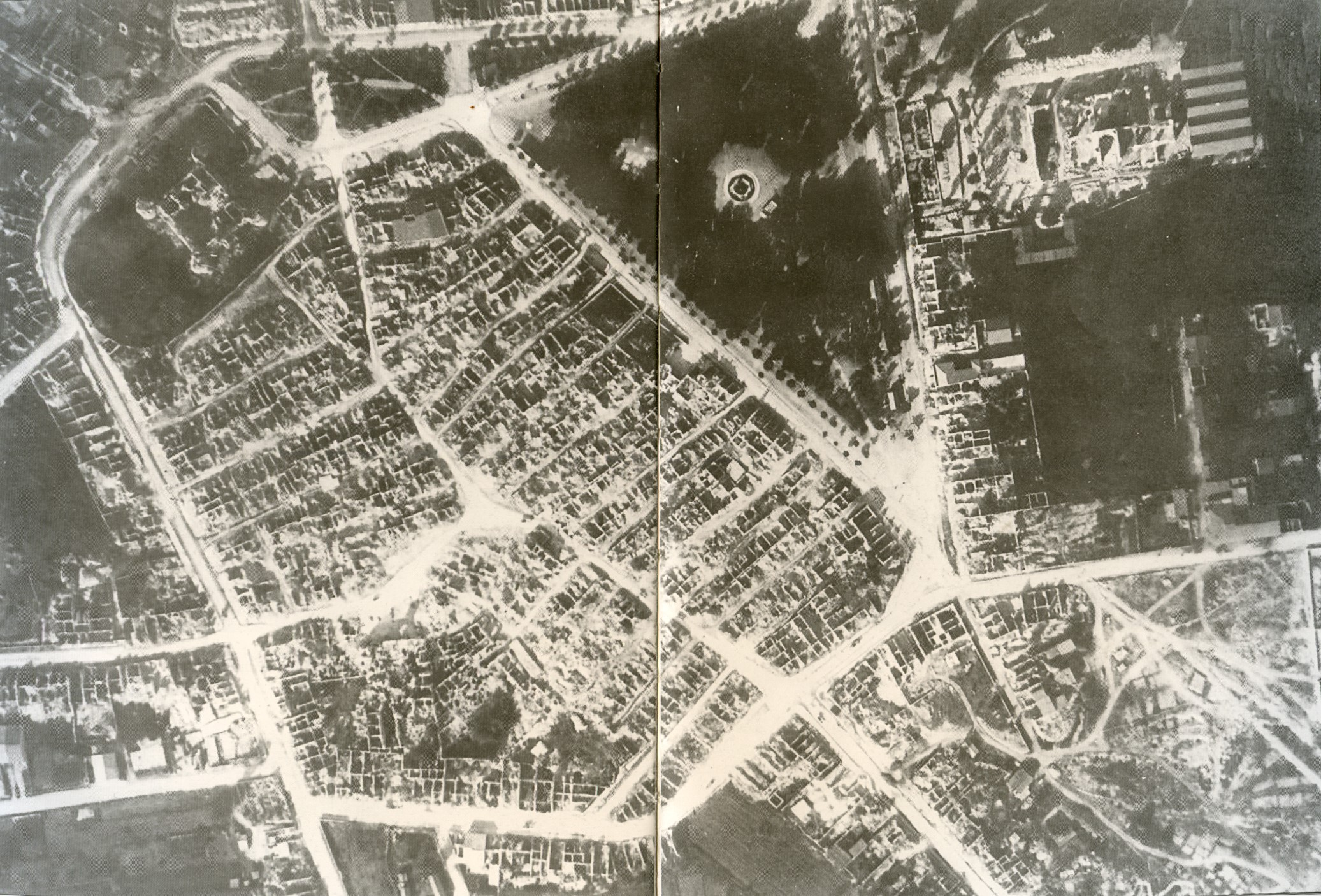
Vue d'Avezzanà après le séisme

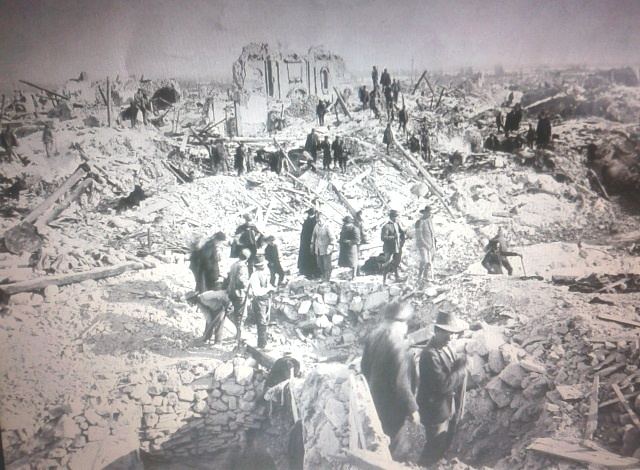
Les recherches dans les ruines d'Avezzano

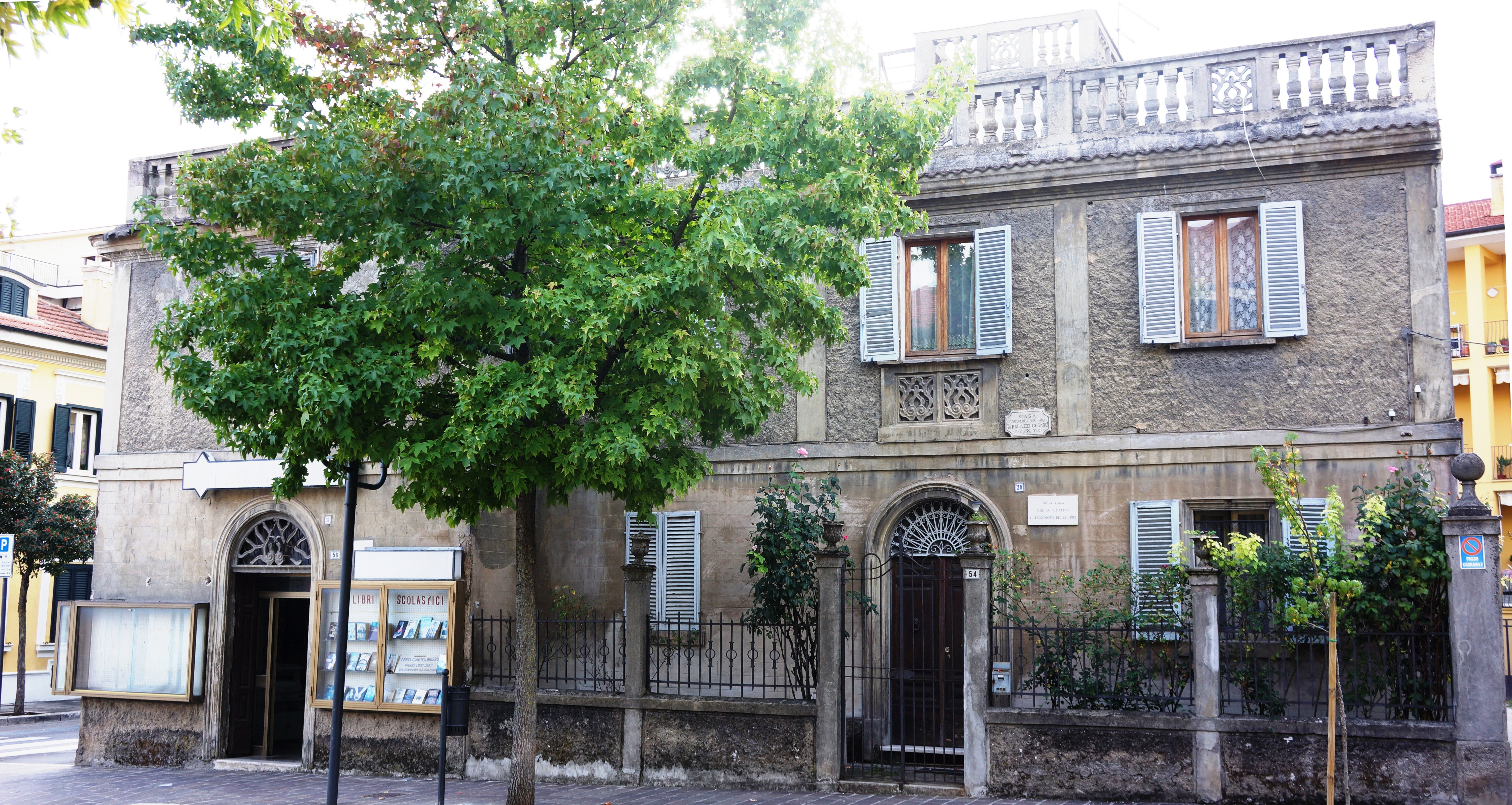
Villino Palazzi, seule habitation d' Avezzano restée intacte

Le 13 janvier 1915 à 6 h 52 min 42 s UTC (heure locale 7 h 52 min 48 s), un séisme de magnitude 7 secoue la Marsica, dans les Abruzzes, notamment la ville d’Avezzano et une partie du Latium méridional. Il fait 30 519 victimes.

## Géologie
Le territoire du Fucin est une ample dépression tectonique entourée de failles, caractérisé par une intense activité sismique lié à un processus de distension toujours actif. Cela est dû à un système de failles normales d'extension.
Cette extension de la croûte terrestre et de la lithosphère a débuté au Pliocène entre le bloc Corse-Sardaigne et l'Italie et contribue à l'« ouverture » de la mer Tyrrhénienne.

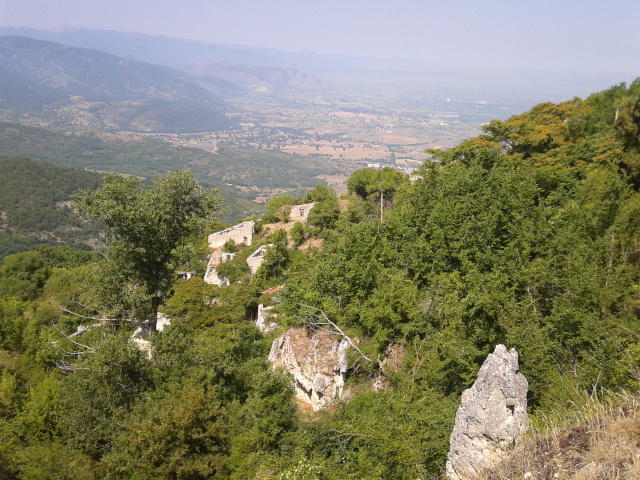
Éperon de Gioia dei Marsi

## Le séisme
Le 13 janvier 1915, heure locale 7 h 52 min 48 s (INGV), le séisme touche la Marsica dans son ensemble. L'épicentre du séisme se situe dans le Fucin. Son intensité atteint le degré XI de l'échelle de Mercalli (7.0 Mw -échelle de Richter).
Le phénomène est ressenti et fait également des dégâts dans la Plaine padane, la Basilicate, les Marches, la Campanie et le Latium jusqu'à Rome (classés entre VI et VII de l'échelle de Mercalli),.
La secousse principale est précédée pendant plusieurs semaines de secousses préliminaires de faible intensité, n'ayant pas suscité d’inquiétude. Pendant les mois suivants, plus de 1 000 répliques sont ressenties.
Le séisme détruit totalement la ville d'Avezzano ainsi que diverses localités de la Valle Roveto (it) et de la Valle del Liri (it).
À Avezzano, on compte 10 700 victimes sur 13 000 habitants. Plus de 9 000 personnes participent aux secours.

## Controverses
Le séisme de 1915, par son intensité, les dégâts et le nombre de victimes, est classé parmi les principaux tremblements de terre ayant concerné le territoire italien. Le pouvoir central tarda à prendre conscience de l'ampleur du séisme, l'alarme ayant été lancée 12 heures après et les premiers secours arrivant avec difficulté dans les zones touchées à l'aube du jour suivant. Tous les axes de communication sont impraticables.
Certains, comme  Erminio Sipari, mettent en évidence l'incapacité de l'État à faire face à ses responsabilités et demandent des fonds pour la reconstruction rapide de la Marsica.
Au cours de l'été 1914 débutait la Première Guerre mondiale et l'Italie avait dû réquisitionner les soldats pour le front et afin d'éviter les épidémies, la plupart des victimes sont ensevelies dans des fosses communes,,.

## Commémoration
A l'occasion du centenaire en 2015, la Poste Italiane a émis un timbre commémoratif.

## Principales localités touchées
Selon les données officielles : 
- Avezzano et la localité de Cese dei Marsi (it) ont perdu 95 % de la population (10 700 morts),
- Massa d'Albe 83 % (500 morts),
- Pescina  72 % (4 000 morts),
- Ortucchio  71 % (1 800 morts),
- San Benedetto dei Marsi plus de 70 % (3 000 morts),
- Cappelle dei Marsi (it)  70 % (600 morts),
- Aschi (it)  70 % (700 morts),
- Magliano de' Marsi  69 % (1 800 morts),
- Paterno (it) 63 % (1 000 morts),
- Collarmele  59 % (1 200 morts),
- Cerchio  50 % (1 300 morts),
- Gioia dei Marsi 47 % (1 600 morts),
- San Pelino (it)  45 % (600 morts),
- Aielli  41 % (1 000 morts),
- Massa Corona  37 % (150 morts),
- Canistro 33 % (450 morts),
- Sant'Anatolia (it)  27 % (100 morts),
- Lecce nei Marsi  24 % (500 morts),
- Venere dei Marsi (it) 23 % (130 morts),
- Forme (it) 17 % (120 morts),
- Scurcola Marsicana 15 % (405 morts)[13].

## Reconstruction

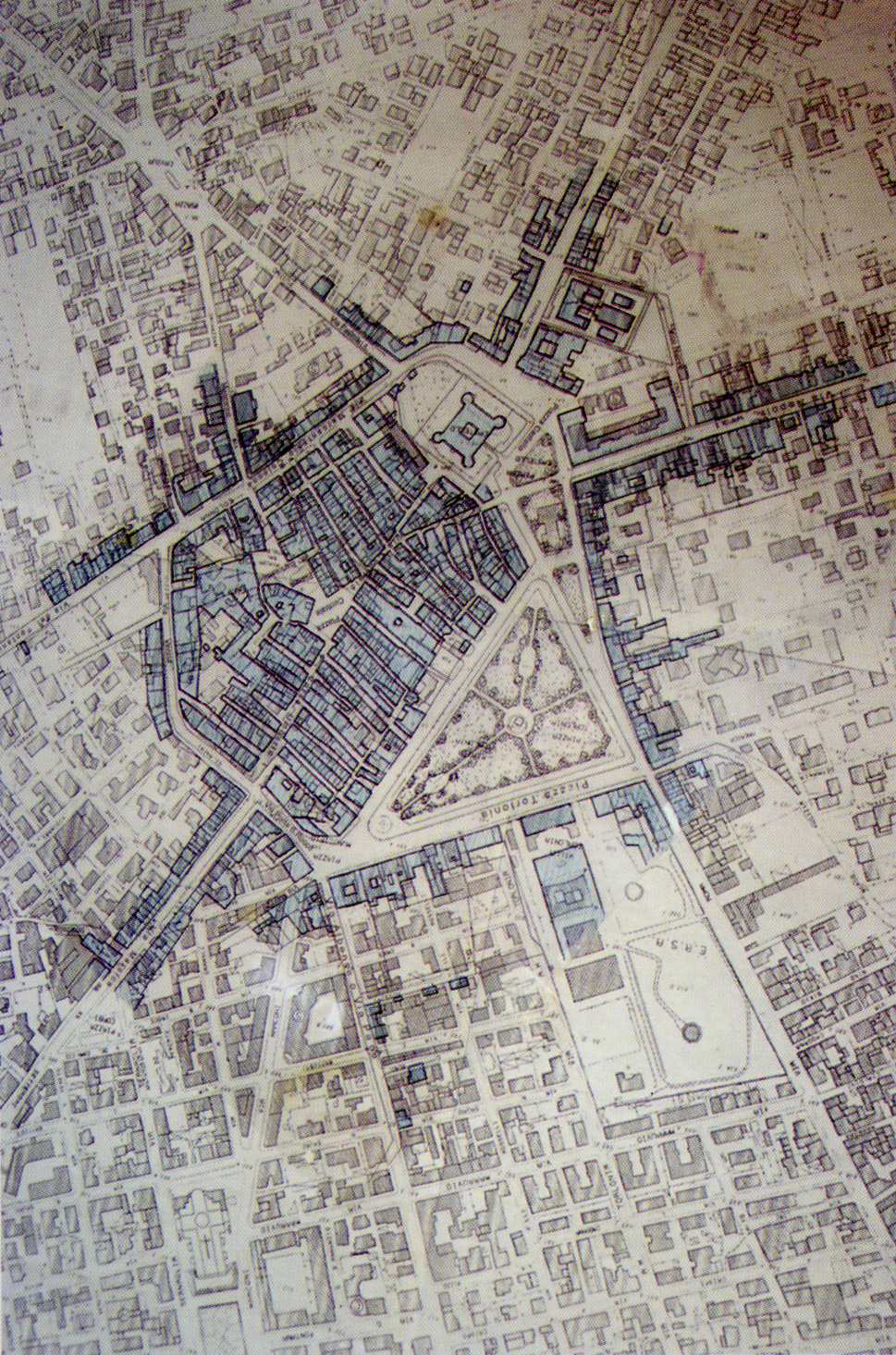
Carte superposées d'Avezzano avant et après le séisme de 1915

La reconstruction a débuté par la ville d'Avezzano, complètement détruite lors du séisme. Sa reconstruction se situe à un endroit plus au Nord / Nord ouest par rapport à l'ancienne localité. La cathédrale a été finalement consacrée en 1942. La nouvelle ville a subi les bombardements alliés en 1943 détruisant encore la nouvelle ville à 70 %, la cathédrale fraîchement inaugurée étant aussi atteinte,.
La reconstruction des autres localités fut plus lente : Celano est achevé dans les années 1940, la plupart des autres villes au cours des années 1960. L'écrivain Ignazio Silone de Pescina dénonce le détournement des fonds pendant la période fasciste, décrivant l'abandon à elles-mêmes des petites communes de la Marsica.
Au cours des années 1960 et 1970, une période de restauration est engagée concernant les biens historiques (églises, tours, châteaux). Néanmoins les bourgs de  Albe Vecchia, Lecce Vecchia, Meta Vecchia, Morino Vecchio, Sperone Vecchio, Tione Vecchio et en partie Frattura Vecchia jugés irrécupérables sont restés à l'abandon et la population délocalisée dans de nouveaux bourgs.